# Paul Lücker

Paul Lücker als Student in Göttingen im Jahre 1866

Paul Lücker (* 17. Oktober 1847 in Preußisch Oldendorf; † 30. Januar 1931 in Preußisch Oldendorf) war ein deutscher Arzt, Kommunalpolitiker und Stadtvorsteher in Preußisch Oldendorf.

## Leben und Wirken
Paul Lücker wurde 1847 in Preußisch Oldendorf als Sohn des Sanitätsrates Julius Lücker geboren, besuchte die Oldendorfer Kirchspielschule und eine Privatschule, das Gymnasium in Gütersloh und das Internat im Kloster Unser Lieben Frauen in Magdeburg, auf welchem er 1866 sein Abitur bestand. Danach ging der zum Medizin-Studium nach Tübingen, wechselte aber aufgrund des Deutschen Krieges kurz darauf an die Georg-August-Universität in Göttingen; 1868 ging er nach bestandenem Physikum (bei den Professoren Wöhler, Meissner, Haule und Weber) an die Universität in Berlin. In Göttingen trat er 1866 in die Verbindung und spätere Burschenschaft Holzminda ein, in Berlin promovierte er am 30. April 1870. Das Examen bestand er am kurz darauf.
Seine Militärzeit leistete er 1870/71 im Deutsch-Französischen Krieg als einjährig-freiwilliger Arzt in Münster beim 5. Feldlazarett des VII. Armee-Korps sowie nach Ende des Krieges in Minden ab.
Im Anschluss arbeitete er bis Januar 1873 als Assistent seines Vaters, um dann eine neu gegründete Knappschafts-Stelle auf der Zeche Courl bei Dortmund zu übernehmen. Ab Oktober 1873 praktizierte er als Arzt in Bad Essen.
Nach dem Tod seines Vaters am 4. Mai 1877 übernahm er dessen Arztpraxis in Preußisch Oldendorf. Paul Lücker war in vielen Vereinen Preußisch Oldendorfs tätig. So wurde er 1876 Vorsitzender des Kriegervereins, von 1878 bis 1883 war er Präsident des dortigen Schützenvereins, ab 1880 war er Mitgründer und Vorsitzender des Tierschutzvereins, von 1883 bis 1904 dirigierte er den Gesangverein und den Gemischten Chor, er war Mitglied der Freiwilligen Feuerwehr und 1897 wieder Vorsitzender des Kriegervereins. 1901 wurde er in den Kreisvorstand des Kriegervereins berufen. Für seine Ehrenämter erhielt er viele Auszeichnungen. Unter anderem setzte er sich 1911 für die Einrichtung einer Höheren Stadtschule ein und war seit 1888 Stadtverordneter in Preußisch Oldendorf. 1908 wurde er Amtsbeigeordneter des Amtes Preußisch Oldendorf. Am 10. Oktober 1910 wurde er zum stellvertretenden Stadtvorsteher gewählt. Politisch war er liberal und wurde 1909 Amtsvorsitzender des Liberalen Wahlvereins und ab 1913 Vorsitzender des neu gegründeten Nationalliberalen Vereins für Preußisch Oldendorf. Nach dem plötzlichen Tod des Stadtvorstehers Wilhelm Kleffman wurde er am 26. April 1917 zum Stadtvorsteher gewählt. Dieses Amt hatte er bis September 1919 inne und blieb bis 1929 Mitglied der Amtsvertretung und Amtsbeigeordneter. Weiterhin war er Mitglied der Ärztekammer und des Ehrengerichts der Provinz Westfalen sowie Ehrenvorsitzender des kreisärztlichen Vereins Lübbecke und des wissenschaftlich-ärztlichen Vereins Minden-Lippe. 1923 übergab er seine Arztpraxis seinem Sohn Paul Lücker junior. Er starb 1931 in seiner Heimat.

## Ehrungen
- 1898 erhielt er die Zentenarmedaille.
- 1902 wurde er von Kaiser Wilhelm II. zum Sanitätsrat ernannt.
- 1909 wurde ihm der Rote Adlerorden IV. Klasse verliehen.
- 1913 wurde er von Kaiser Wilhelm II. zum Geheimen Sanitätsrat ernannt.
- 1920 wurde er Ehrenbürger von Preußisch Oldendorf.

## Veröffentlichungen
- Über die unvollkommene Fussgeburt. Berlin, 1870, Dissertation.